# Árpád Sipos
Árpád Sipos (* 23. Oktober 1961) ist ein ehemaliger ungarischer Ringer. Er war Europameister 1986 im griechisch-römischen Stil im Federgewicht.

## Werdegang
Árpád Sipos wuchs in Budapest auf und begann dort als Jugendlicher 1967 mit dem Ringen. Er war bereits im Juniorenbereich sehr erfolgreich und wurde deshalb zum Sportclub Honved Budapest delegiert, wo ein Leistungszentrum der Ringer bestand. Sein Trainer wurde dort der ehemalige Weltmeister János Varga. Árpád Sipos konzentrierte sich voll auf den griechisch-römischen Stil. Bei einer Größe von 1,68 Metern rang er während seiner Karriere im Bantam- bzw. im Federgewicht (damals bis 57 kg bzw. 62 kg Körpergewicht).
1980 wurde er erstmals bei einer internationalen Meisterschaft eingesetzt. Er startete bei der Europameisterschaft der Senioren in Prievidza und kam dort im Bantamgewicht u. a. hinter solchen Könnern wie Witali Konstantinow, Sowjetunion, Benni Ljungbeck, Schweden und Pasquale Passarelli, BRD auf den 5. Platz. Im Herbst des Jahres 1980 startete er dann bei der Junioren-Europameisterschaft (Espoirs) in Bursa und holte sich dort den Europameistertitel im Bantamgewicht. Bei den Olympischen Spielen 1980 in Moskau wurde er noch nicht eingesetzt.
1981 startete Árpád Sipos bei der Junioren-Weltmeisterschaft (Espoirs) in Vancouver und wurde  dort auch Junioren-Weltmeister vor dem sowjetischen Sportler Timerzjan Kalimulin, Emil Radew, Bulgarien und dem großen bundesdeutschen Talent Dieter Schwind. Bei der Europameisterschaft dieses Jahres in Göteborg kam er auf den 4. Platz, weil er von Benni Ljungbeck und Piotr Michalik aus Polen geschlagen wurde. Pech hatte er dann bei der Weltmeisterschaft 1981 in Oslo. Er siegte dort über Yuji Asa aus Japan und Jozef Raczek aus Polen, verletzte sich aber in seinem Kampf gegen Haralambos Holidis aus Griechenland und konnte nicht mehr weiterringen.
1982 kam Árpád Sipos bei den internationalen Meisterschaften nicht zum Einsatz und bei der Europameisterschaft 1983 in Budapest verpasste er mit einem 4. Platz knapp die Medaillenränge. Im Kampf um die Bronzemedaille unterlag er dabei dem sowjetischen Sportler Wassili Fomin nach Punkten. Auch bei der Weltmeisterschaft 1983 in Kiew kam er nicht in die Medaillenränge. Er siegte aber im Kampf um den 5. Platz gegen Sekhet Karadag aus der Türkei.
Im Olympiajahr 1984 fehlte Árpád Sipos bei der Europameisterschaft in Jönköping wegen einer Verletzung und an den Olympischen Spielen dieses Jahres in Los Angeles konnte er wegen des Boykotts dieser Spiele durch die sozialistischen Länder nicht teilnehmen.
Ab 1985 startete Árpád Sipos im Federgewicht. Das wurde möglich, weil István Tóth, der in Ungarn bisher diese Gewichtsklasse beherrscht hatte, Ende 1984 seine Karriere beendete. Bei der Europameisterschaft 1985 in Leipzig gewann er dann in dieser neuen Gewichtsklasse gleich eine Medaille, die bronzene. Diese erkämpfte er sich mit einem Sieg über den Rumänen Gheorghe Savu. Gegen denselben Ringer unterlag er dann bei der Weltmeisterschaft in Kolbotn bei Oslo. Es ging dabei erneut um die Bronzemedaille. Für Árpád Sipos blieb deshalb nur der 4. Platz.
Im Jahre 1986 gelang Árpád Sipos dann in Athen im Federgewicht endlich der erste Titelgewinn bei einer internationalen Meisterschaft der Senioren. Im Finale um den Poolsieg besiegte er dabei den sowjetischen Sportler Alexander Litwinow und im Kampf um die EM-Goldmedaille Benni Ljungbeck aus Schweden nach Punkten. Bei der Weltmeisterschaft dieses Jahres in Budapest musste er aber wieder mit dem undankbaren 4. Platz vorliebnehmen. Im Kampf um die WM-Bronzemedaille unterlag er dabei dem mehrfachen Weltmeister Schiwko Wangelow Atanassow aus Bulgarien.
Nach dieser Weltmeisterschaft war Árpád Sipos bei keiner internationalen Meisterschaft mehr am Start, über sein weiteres Leben ist nichts bekannt.

## Ungarische Meisterschaften
Árpád Sipos wurde 1981 ungarischer Meister im Bantamgewicht und 1983, 1985 und 1986 ungarischer Meister im Federgewicht, jeweils im griechisch-römischen Stil.